# 女性史青山なを賞
女性史青山なを賞（じょうせいしあおやまなをしょう）は、東京女子大学女性学研究所が創設した女性史の業績に対する賞である。青山なをの遺贈による基金にもとづき1986年に創設された。
対象は日本語で著された女性史研究の単行本で、前年の1月 - 12月に出版されたものである。選考に際しては、研究者への奨励的意義、社会への啓蒙的意義、および研究書としての学術性の高さが考慮される。

## 受賞者
- 第1回（1986年度）脇田晴子編『母性を問う：歴史的変遷』上・下（人文書院）
- 第2回（1987年度）近世女性史研究会編『論集・近世女性史』（吉川弘文館）
  - 同〈特別賞〉 粟津キヨ『光に向って咲け：斎藤百合の生涯』（岩波書店〈岩波新書〉）
- 第3回（1988年度）該当なし
- 第4回（1989年度）久武綾子『氏と戸籍の女性史：わが国における変遷と諸外国との比較』（世界思想社）
- 第5回（1990年度）堀場清子『イナグヤ　ナナバチ：沖縄女性史を探る』（ドメス出版）
- 第6回（1991年度）服藤早苗『平安朝の母と子：貴族と庶民の家族生活史』（中央公論社〈中公新書〉）と『家成立史の研究：祖先祭祀・女・子ども』（校倉書房）
- 第7回（1992年度）今井けい『イギリス女性運動史：フェミニズムと女性労働運動の結合』（日本経済評論社）
  - 同〈特別賞〉 バーバラ・ルーシュ『もう一つの中世像：比丘尼・御伽草子・来世』（思文閣出版）
- 第8回（1993年度）小檜山ルイ『アメリカ婦人宣教師：来日の背景とその影響』（東京大学出版会）
- 第9回（1994年度）福岡県女性史編纂委員会『光をかざす女たち：福岡県女性のあゆみ』（西日本新聞社）
- 第10回（1995年度）藤田苑子『フランソワとマルグリット：18世紀フランスの未婚の母と子どもたち』（同文舘出版）
- 第11回（1996年度）勝浦令子『女の信心：妻が出家した時代』（平凡社）
- 第12回（1997年度）義江明子『日本古代の祭祀と女性』（吉川弘文館）
- 第13回（1998年度）鈴木七美『出産の歴史人類学：産婆世界の解体から自然出産運動へ』（新曜社）
- 第14回（1999年度）沢山美果子『出産と身体の近世』（勁草書房）
- 第15回（2000年度）平田由美『女性表現の明治史：樋口一葉以前』（岩波書店）
- 第16回（2001年度）該当なし
- 第17回（2002年度）洪郁如 『近代台湾女性史：日本の植民統治と「新女性」の誕生』（勁草書房）
  - 同〈特別賞〉 黒田弘子 『女性からみた中世社会と法』（校倉書房）
- 第18回（2003年度）曽根ひろみ 『娼婦と近世社会』（吉川弘文館）
- 第19回（2004年度）井野瀬久美惠 『植民地経験のゆくえ：アリス・グリーンのサロンと世紀転換期の大英帝国』（人文書院）
- 第20回（2005年度）野村育世 『仏教と女の精神史』 (吉川弘文館)
- 第21回（2006年度）川島慶子 『エミリー・デュ・シャトレとマリー・ラヴワジエ：18世紀フランスのジェンダーと科学』（東京大学出版会）
- 第22回（2007年度）柳谷慶子 『近世の女性相続と介護』（吉川弘文館）
  - 同〈特別賞〉 田間泰子 『「近代家族」とボディ・ポリティクス』（世界思想社）
- 第23回（2008年度）渡部周子 『〈少女〉像の誕生：近代日本における「少女」規範の形成』（新泉社）
- 第24回（2009年度）荻野美穂 『「家族計画」への道：近代日本の生殖をめぐる政治』（岩波書店）
- 第25回（2010年度）小山静子『戦後教育のジェンダー秩序』（勁草書房）
- 第26回（2011年度）池川玲子『「帝国」の映画監督　坂根田鶴子：『開拓の花嫁』・一九四三年・満映』（吉川弘文館）
- 第27回（2012年度）永原和子『近現代女性史論：家族・戦争・平和』（吉川弘文館）
- 第28回（2013年度）坂井博美『「愛の争闘」のジェンダー力学：岩野清と泡鳴の同棲・訴訟・思想』（ぺりかん社）
- 第29回（2014年度）吉良智子『戦争と女性画家：もうひとつの近代「美術」』（ブリュッケ）
- 第30回（2015年度）伊集院葉子『古代の女性官僚：女官の出世・結婚・引退』（吉川弘文館〈歴史文化ライブラリー〉）
- 第31回（2016年度）胡潔『律令制度と日本古代の婚姻・家族に関する研究』（風間書房）
- 第32回（2017年度）工藤庸子『評伝スタール夫人と近代ヨーロッパ：フランス革命とナポレオン独裁を生きぬいた自由主義の母』（東京大学出版会）
- 第33回（2018年度）関口裕子『日本古代女性史の研究』(塙書房）
- 第34回（2019年度）田中亜以子『男たち／女たちの恋愛：近代日本の「自己」とジェンダー』（勁草書房）
- 第35回（2020年度）中嶋泉『アンチ・アクション：日本戦後絵画と女性画家』（ブリュッケ）
- 第36回（2021年度）桑原ヒサ子『ナチス機関誌「女性展望」を読む：女性表象、日常生活、戦時動員』（青弓社）
  - 同〈特別賞〉国立歴史民俗博物館編『性差の日本史』[注釈 1]（代表 横山百合子、2020年）
- 第37回（2022年度）（2作受賞）
  - 宮下美砂子『いわさきちひろと戦後日本の母親像：画業の全貌とイメージの形成』（世織書房、2021年）
  - 髙木まどか『近世の遊廓と客：遊女評判記にみる作法と慣習』（吉川弘文館、2021年）
- 第38回（2023年度）水戸部由枝『近代ドイツ史にみるセクシュアリティ[注釈 2]と政治：性道徳をめぐる葛藤と挑戦』（昭和堂、2022年）
- 第39回[3]（2024年度）平井和子『占領下の女性たち：日本と満洲の性暴力・性売買・「親密な交際」』（岩波書店、2023年）ISBN　978-4-00-061601-0